# Metaseiulus brevicollis
Metaseiulus brevicollis är en spindeldjursart som beskrevs av Gonzalez och Schuster 1962. Metaseiulus brevicollis ingår i släktet Metaseiulus och familjen Phytoseiidae. Inga underarter finns listade i Catalogue of Life.